# Selenocosmia insulana
Selenocosmia insulana là một loài nhện trong họ Theraphosidae.
Loài này thuộc chi Selenocosmia. Selenocosmia insulana được Arthur Stanley Hirst miêu tả năm 1909.